# Miskolc–Gömöri järnvägsstation

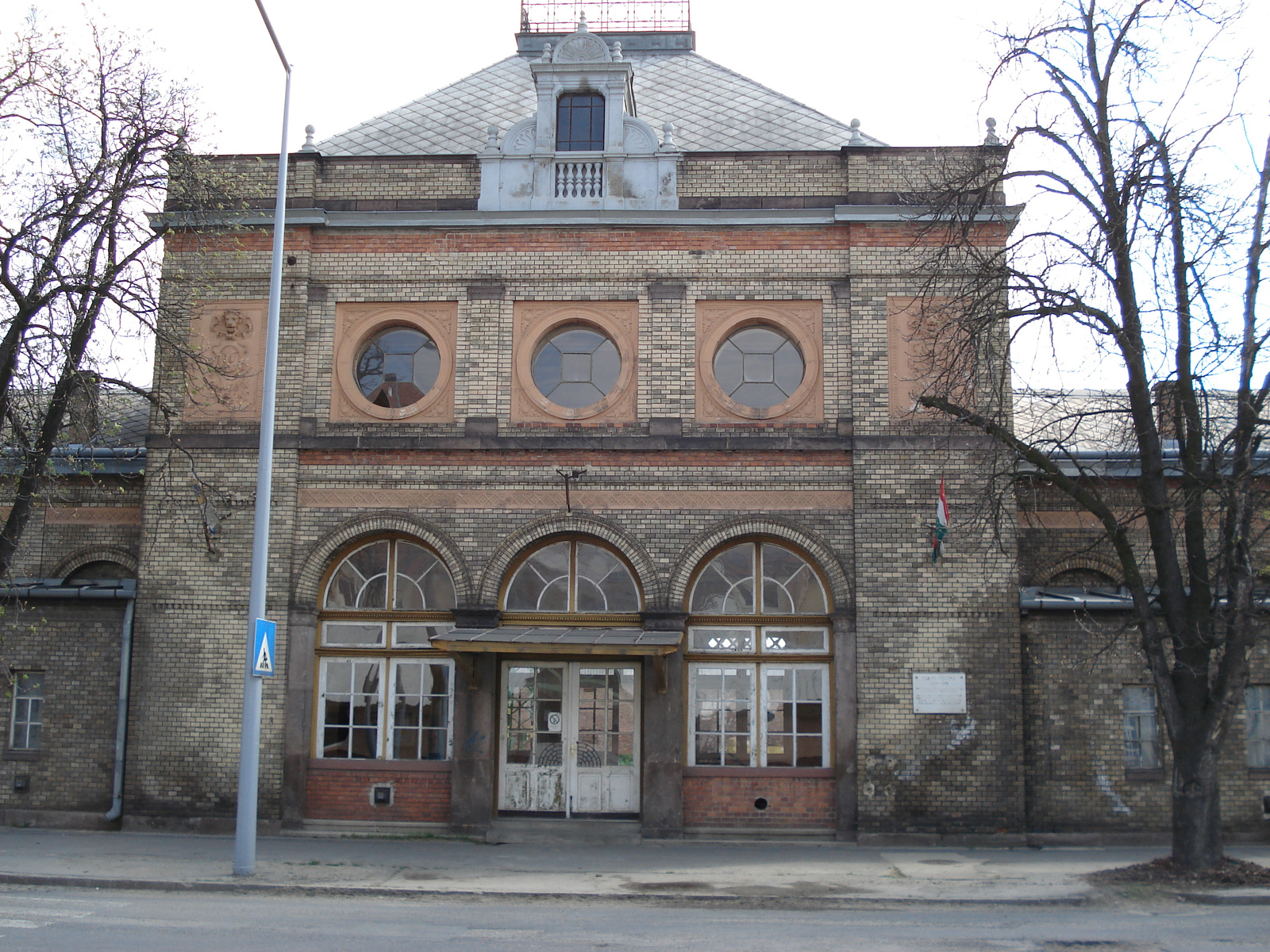

Gömöri järnvägsstation (ungerska: Gömöri pályaudvar) är en järnvägsstation som sköts av MÁV och är den mindre av de två järnvägsstationer som finns i staden Miskolc i Ungern.
Den byggdes under sent 1800-tal och fick sitt namn av den historiska provinsen Gömör. Stationen var mycket viktig eftersom den sammanband staden med metallfabrikerna och gruvorna runt omkring. Linjen mellan Miskolc och städerna Bánréve och Fülek byggdes under 1870-talet.
Byggnaden ritades av Ferenc Pfaff och stod färdig år 1898. Pfaff ritade även järnvägsstationerna i Pozsony (idag Bratislava) och Kaposvár.
Idag vill flera ur lokalbefolkningen och företaget renovera stationen eller bygga en ny eftersom den är i mycket dåligt skick. Den första gången de bad om att få den renoverad var år 1989, men ännu[när?] har ingenting hänt.